# Hucisko (powiat niżański)
Hucisko – wieś w Polsce położona w województwie podkarpackim, w powiecie niżańskim, w gminie Harasiuki.
| SIMC    | Nazwa           | Rodzaj    |
| ------- | --------------- | --------- |
| 0793199 | Kolonia Hucisko | część wsi |

W latach 1954–1959 wieś należała i była siedzibą władz gromady Hucisko, po jej zniesieniu w gromadzie Krzeszów Górny. W latach 1975–1998 miejscowość należała administracyjnie do województwa tarnobrzeskiego.
Wieś jest sołectwem w gminie Harasiuki. 
W miejscowości znajduje się kościół, który jest siedzibą parafii Matki Bożej Królowej Polski. W strukturze kościoła rzymskokatolickiego parafia należy do metropolii przemyskiej, diecezji zamojsko-lubaczowskiej, dekanatu Biłgoraj - Południe.
Na terenie miejscowości znajduje się również cmentarz wojenny z I wojny światowej.

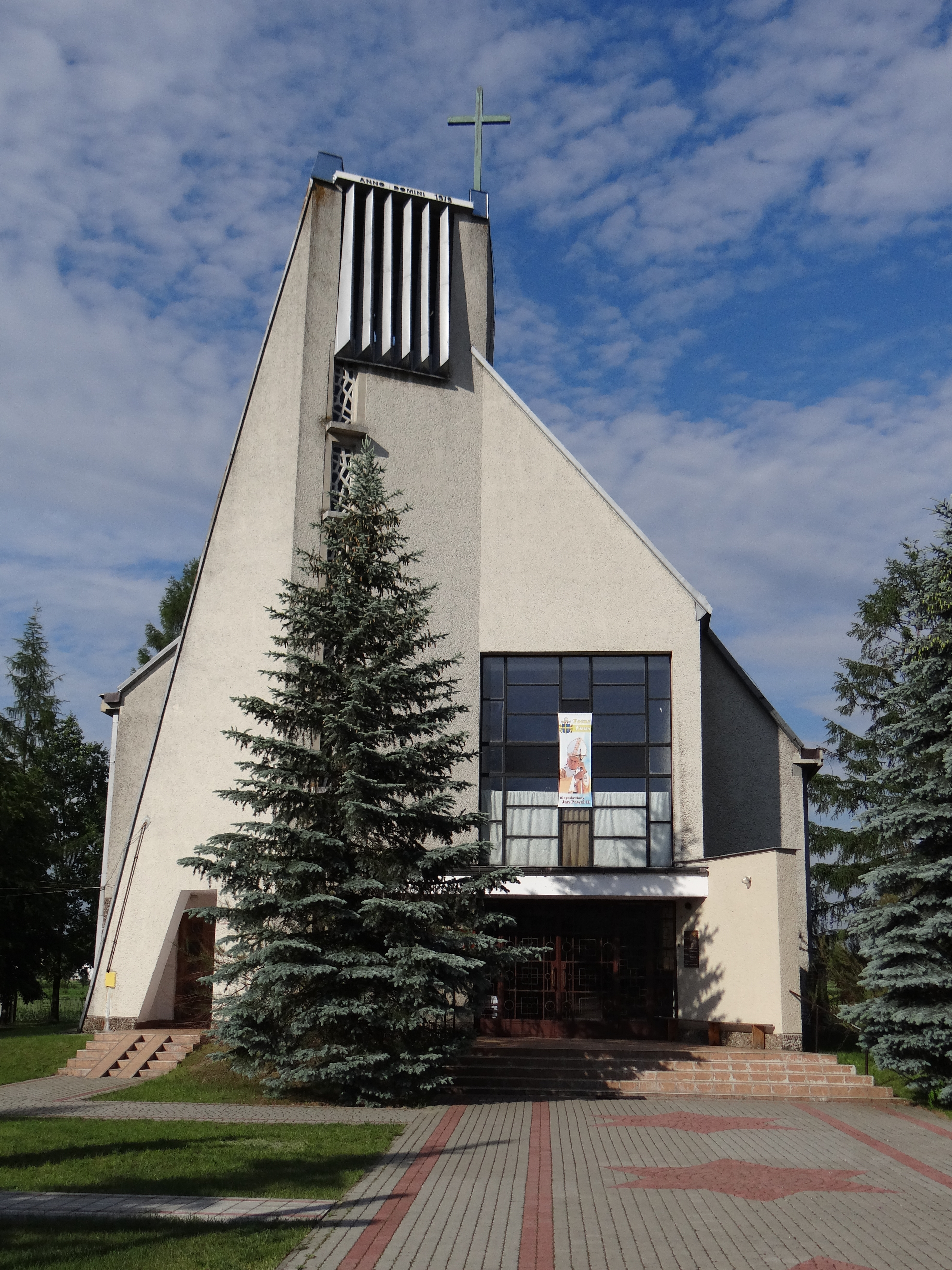
Kościół parafialny
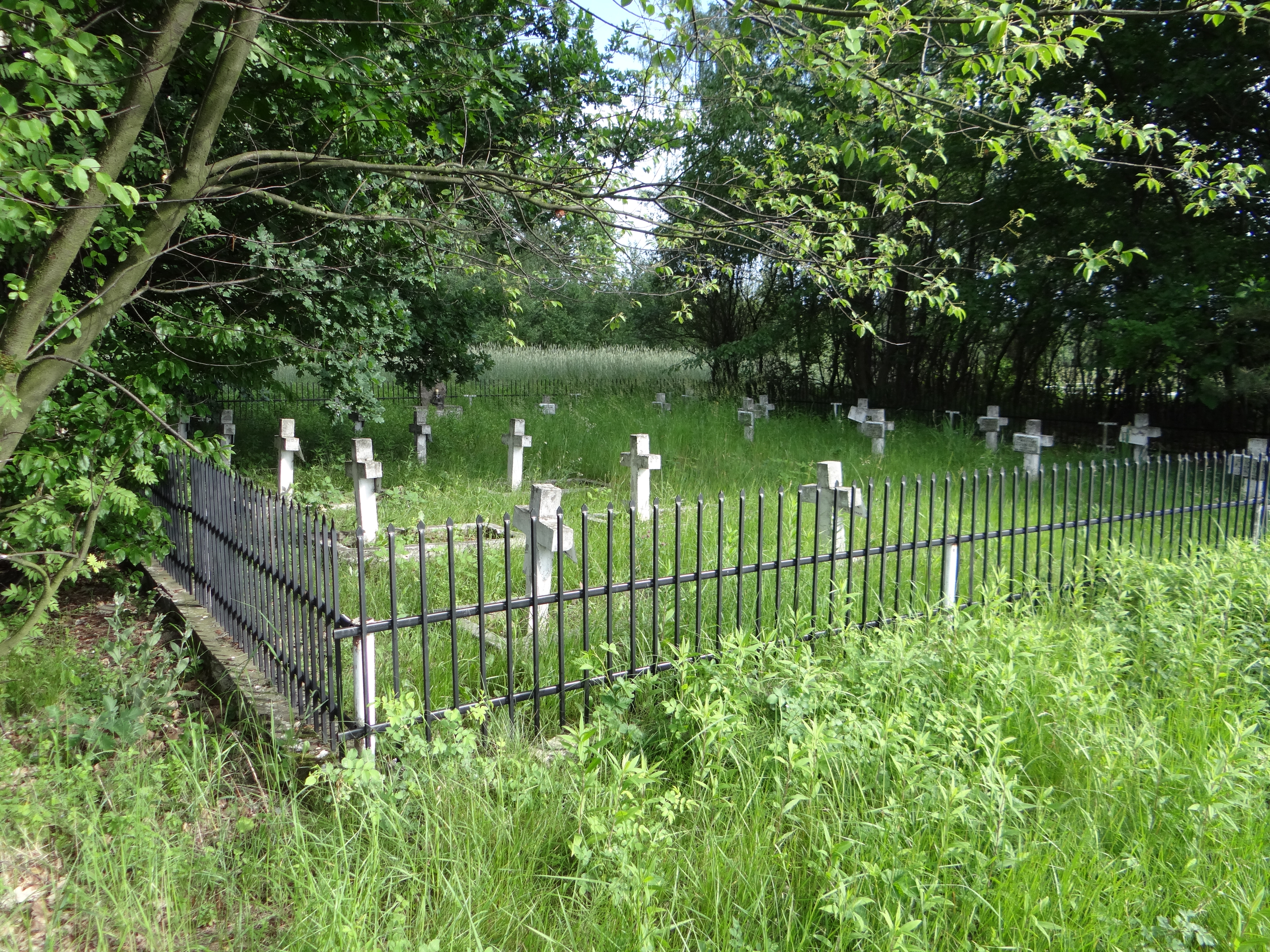
Cmentarz wojenny
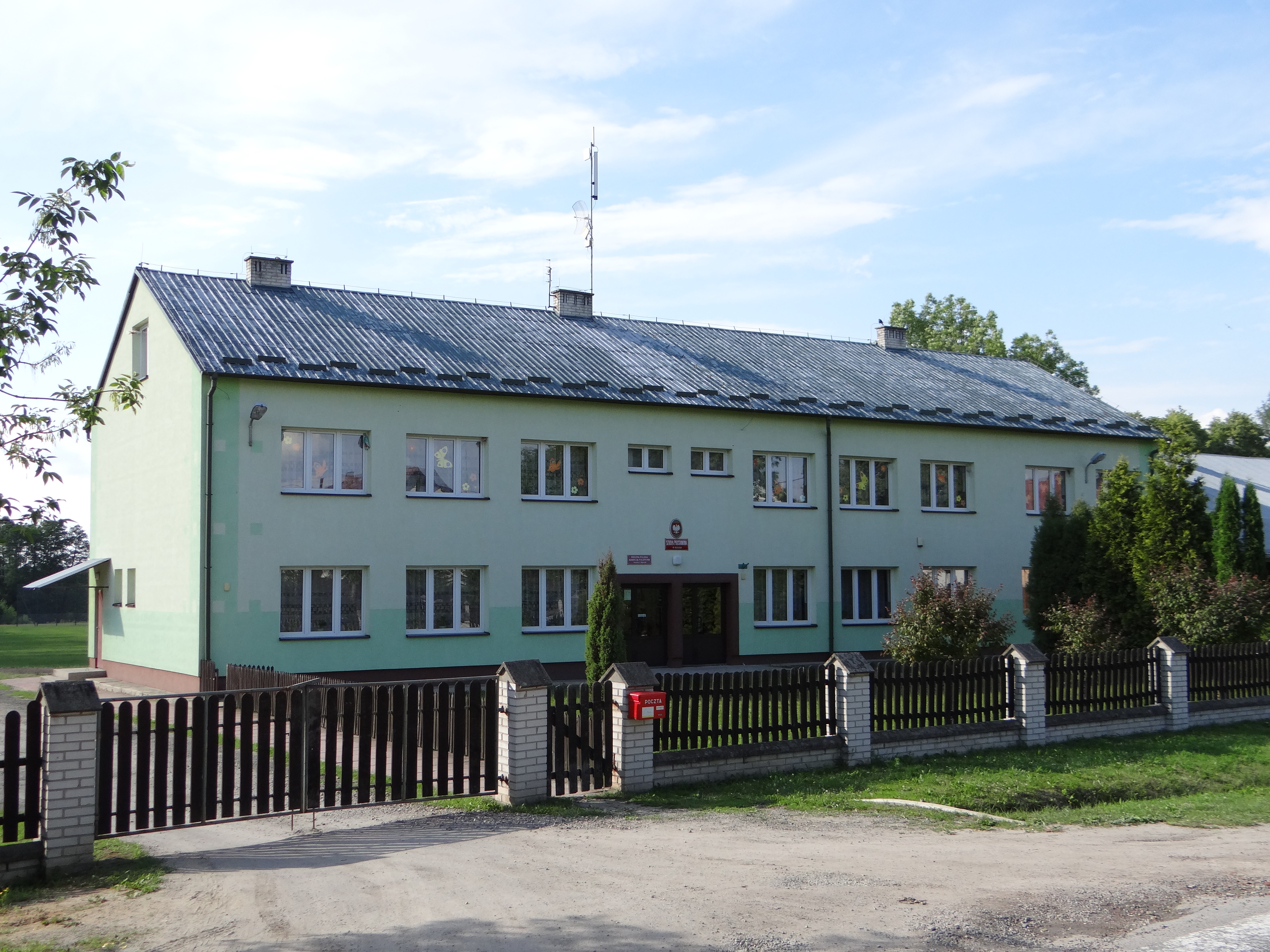
Szkoła podstawowa